# Kemično preperevanje
Kemično preperevanje je oblika preperevanja, kjer se s pomočjo različnih kemičnih procesov spremeni ne le oblika, ampak tudi kemijska sestava kamnin.
Pri tem imajo veliko vlogo pomembne razmere, saj mora biti pri procesu prisotna voda. Najmočnejše preperevanje kamnin najdemo v vlažnem tropskem podnebju, v hladnem polarnem podnebju ga skoraj ni. Kemično preperevanje vpliva na vse vrste kamnin, najobčutljivejše so karbonatne kamnine, kjer se kasneje izoblikuje kraški relief. Pri kemičnem preperevanju voda, v kateri je raztopljen CO2, raztaplja in odnaša apnenec, v manjši meri pa tudi apnenecem sorodne karbonatne vezi.